# برق لب

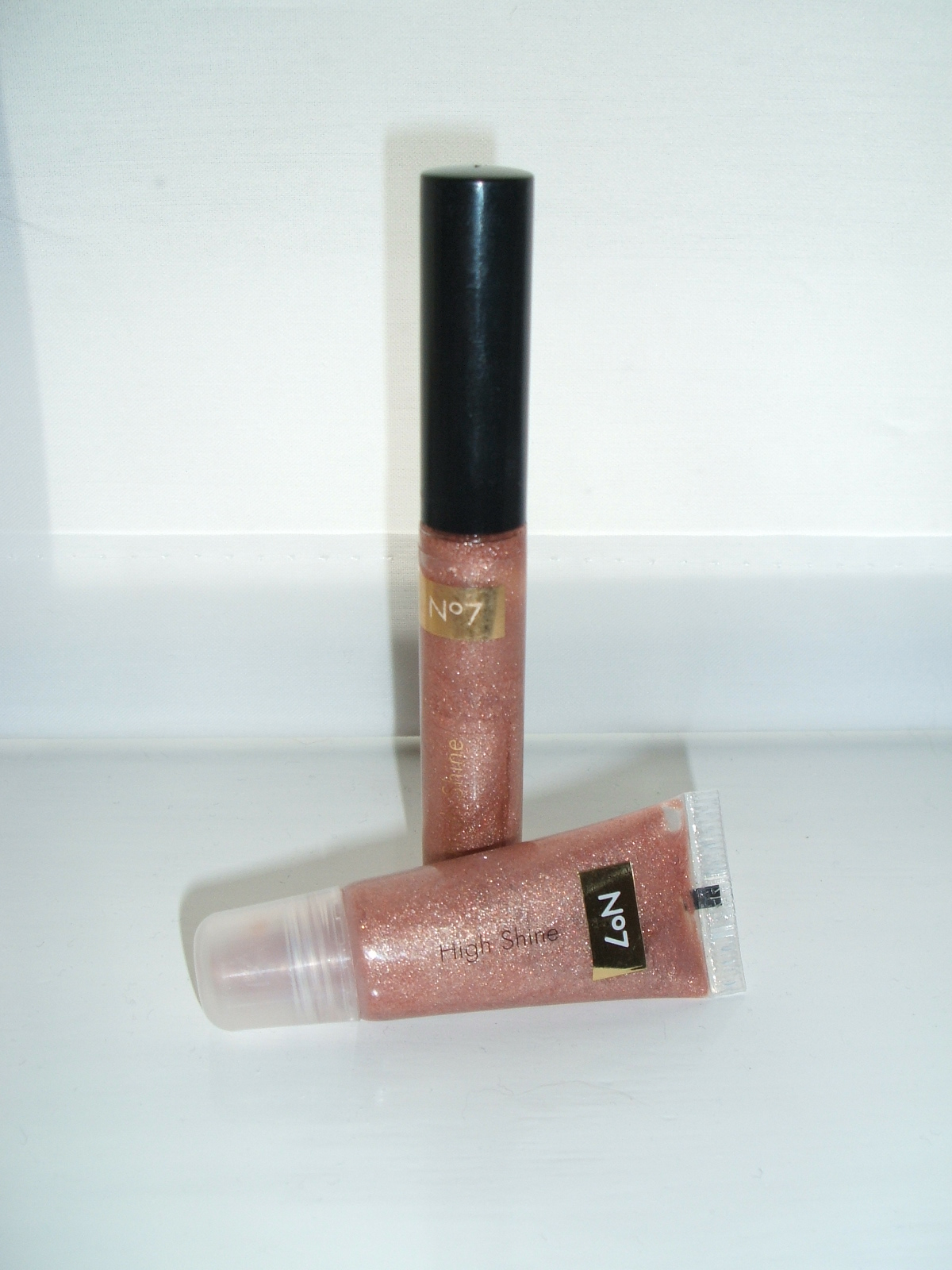
برق لب موجود در یک توپی مخصوص آماده برای اِعمال

برق لب یا لیپ گلاس (به انگلیسی: Lip gloss) در درجهٔ اول به‌عنوان یک براق‌کنندهٔ لب با درخشش خفیف و گاهی همراه با اندکی رنگ برای رنگ‌دادن به لب استفاده می‌شود. این محصول در انواع مختلفی همچون مایع یا جامد (با مرهم لب و به‌طور کلی با محصولات دارویی اشتباه گرفته نشود) توزیع می‌شود. این ماده می‌تواند به‌صورت کاملاً پاک، نیمه شفاف و انواع سایه‌های گوناگون، شامل شبنم‌گونه کردن، براق کنندگی، صیقلی‌گونه کردن و به رنگ متالیکی استفاده شود. 

## تاریخچه
برق لب توسط مَکس فَکتور و در سال ۱۹۳۰ اختراع شد. او به‌دنبال ساخت یک محصول براق‌کننده بود تا بتواند برای ساخت فیلم‌ها لب‌هایی براق و صیقلی برای بازیگران به ارمغان آورد.
وی آرایش را برای صنعت فیلم‌سازی ایجاد کرد. او آرایش برای بازیگران نقش‌اول زن در فیلم‌های سیاه‌وسفید تعیین کرد. زنان دیگر نیز از زنان بازیگر در  فیلم‌ها الهام گرفته بودند و نیازمند آرایش‌های آنچنینی شدند.